# Akolyth
Ein Akolyth (eigentlich Akoluth, von altgriechisch ἀκόλουθος akólouthos „Begleiter, Gefolgsmann“) ist allgemein ein helfender Beteiligter eines religiösen oder magischen Rituals, im Christentum spezifisch ein Laie, der in der römisch-katholischen Kirche dazu bestellt ist, einen liturgischen Dienst auszuüben. In den Rubriken der außerordentlichen Form des Römischen Ritus gilt der Dienst als die höchste der niederen Weihen.
Im 3. Jahrhundert ist das Amt in der lateinischen Kirche erstmals bezeugt – im römischen Ritus half der Akolyth bei der Bereitung des Altars und bei der Kommunionspendung.
Ein Akolyth wird heute gemäß can. 230 § 1 CIC in liturgischer Form beauftragt. Die Befähigung zur Ausübung dieses Dienstes beruht jedoch allein auf der Taufgnade. Der Akolyth erfüllt als Helfer des Diakons und des Priesters verschiedene Aufgaben im Gottesdienst. Im Bedarfsfall hilft er bei der Spendung der Kommunion (can. 910 § 2 CIC), verrichtet den Altardienst oder nimmt die Aussetzung des Allerheiligsten zur Verehrung durch die Gläubigen vor (can. 943 CIC). In Abwesenheit eines beauftragten Akolythen dürfen seine Aufgaben durch andere geeignete Personen katholischen Glaubens wahrgenommen werden (AEM 2002 Nr. 100; siehe: Kommunionhelfer, Ministrant).
Kandidaten des Diakonen- und Priesteramtes müssen vor ihrer Weihe eine angemessene Zeit als beauftragte Akolythen Dienst getan haben. Die kirchenrechtliche Bestimmung in Ministeria quaedam, dass die dauerhafte Beauftragung zum Dienst des Akolythen nur Männern erteilt werden darf, wurde von Papst Franziskus am 10. Januar 2021 im Motu Proprio Spiritus Domini mit dem Abschnitt VIII geändert, womit die liturgischen Laiendienste des Akolythen und Lektors beiden Geschlechtern ermöglicht wurde.
In den deutschsprachigen Gebieten werden die Beauftragungen zum Lektorat und Akolythat meist nur im Rahmen der Vorbereitung auf Diakonen- und Priesterweihe vorgenommen. Das Fehlen eines beauftragten Akolythen im Gemeindegottesdienst ist daher die Regel. Die Beauftragungen zur Wahrnehmung der Aufgaben eines Akolythen oder eines Lektors geschehen somit durch die in Ministeria quaedam und die Allgemeine Einführung ins Messbuch vorgesehene Weise an andere geeignete Personen.
Zuweilen werden die Ministranten, die den Altardienst verrichten, ungenau als Akolythen bezeichnet. Der Unterschied ist jedoch nur liturgierechtlicher Natur.